# سكوت سيلي
سكوت ريان سيلي (بالإنجليزية: Scott Ryan Sealy)‏ (مواليد 4 يونيو 1981 في تشاغواناس) لاعب كرة قدم ترينيدادي دولي يجيد اللعب في خط الدفاع . يلعب حاليا لصالح نادي سان خوسيه إيرثكويكز الأمريكي من سنة 2010 .

## مسيرته الكروية
لعب سكوت سيلي خلال مسيرته الاحترافية مع 5 أندية في عشرة مواسم وسجل خلالها 34 هدفًا ضمن 168 مباراة. ولم يفز بأي موسم بالكأس أو بالدوري.
خاض سكوت سيلي مسيرته مع نادي سبورتينغ كانساس سيتي في موسم 2005 ليلعب معه أربعة مواسم، مشاركًا في 88 مباراة سجل خلالها 28 هدفًا. ثم انتقل إلى نادي سان خوزيه إيرث كويكس ما بين عامي 2008 و2009 في المرة الأولى لمدة موسم واحد ثم في عامي 2010-2012 ولمدة موسمين، حيث شارك طوالها في 40 مباراة سجل خلالها 3 أهداف. لينتقل بعدها إلى نادي مكابي تل أبيب في موسم 2008–09 لمدة موسم واحد، مشاركًا في 14 مباراة سجل خلالها هدفًا واحدًا. ثم انتقل إلى نادي اتحاد أبناء سخنين في موسم 2009–10 لمدة موسم واحد، مشاركًا في 10 مباريات ولم يسجل أي هدف. هذا وانتقل لاحقًا إلى نادي دالاس ما بين عامي 2012 و2013 لمدة موسم واحد، مشاركًا في 16 مباراة سجل خلالها هدفين.

## روابط خارجية
- سكوت سيلي على موقع الدوري الأمريكي (الإنجليزية)
- سكوت سيلي على موقع قاعدة بيانات كرة القدم.إي يو (الإنجليزية)
- سكوت سيلي على موقع ناشيونال فوتبول تيمز (الإنجليزية)